# Chiesa di San Nicolò (Traversetolo)
La chiesa di San Nicolò è un luogo di culto cattolico dalle forme romaniche e neoclassiche, situato in via Gandazzi 103 a Cazzola, frazione di Traversetolo, in provincia e diocesi di Parma; è sede di una parrocchia compresa nella zona pastorale della Pedemontana.

## Storia
L'originario luogo di culto romanico fu edificato in epoca medievale;  la più antica testimonianza della sua esistenza risale al 1230, quando la Capelle de Cazola fu citata nel Capitulum seu Rotulus Decimarum della diocesi di Parma tra le dipendenze della pieve di Traversetolo.
L'ecclesia de Cazola fu menzionata anche nel 1299 e nel 1354, ma il più antico documento che ne attesti l'intitolazione a san Nicolò vescovo è costituito dal Regestum Vetus della diocesi di Parma del 1493.
Nel 1564 il luogo di culto fu elevato a sede parrocchiale autonoma.
Nel 1628 la chiesa fu restaurata e ampliata con la costruzione della cappella dedicata a san Rocco; fu inoltre realizzata una nuova pavimentazione e fu aperta la finestra al centro della facciata.
Nel 1692 il luogo di culto fu eretto al rango di arcipretura.
Nella prima metà del XX secolo la chiesa fu ristrutturata, con la ricostruzione della facciata in stile neoclassico, la realizzazione delle volte a botte di copertura e l'edificazione dei due locali annessi a fianco della prima parte della navata.
Nella seconda metà del secolo la pavimentazione interna fu rifatta e il sagrato fu risistemato con l'aggiunta della moderna fontana centrale.

## Descrizione

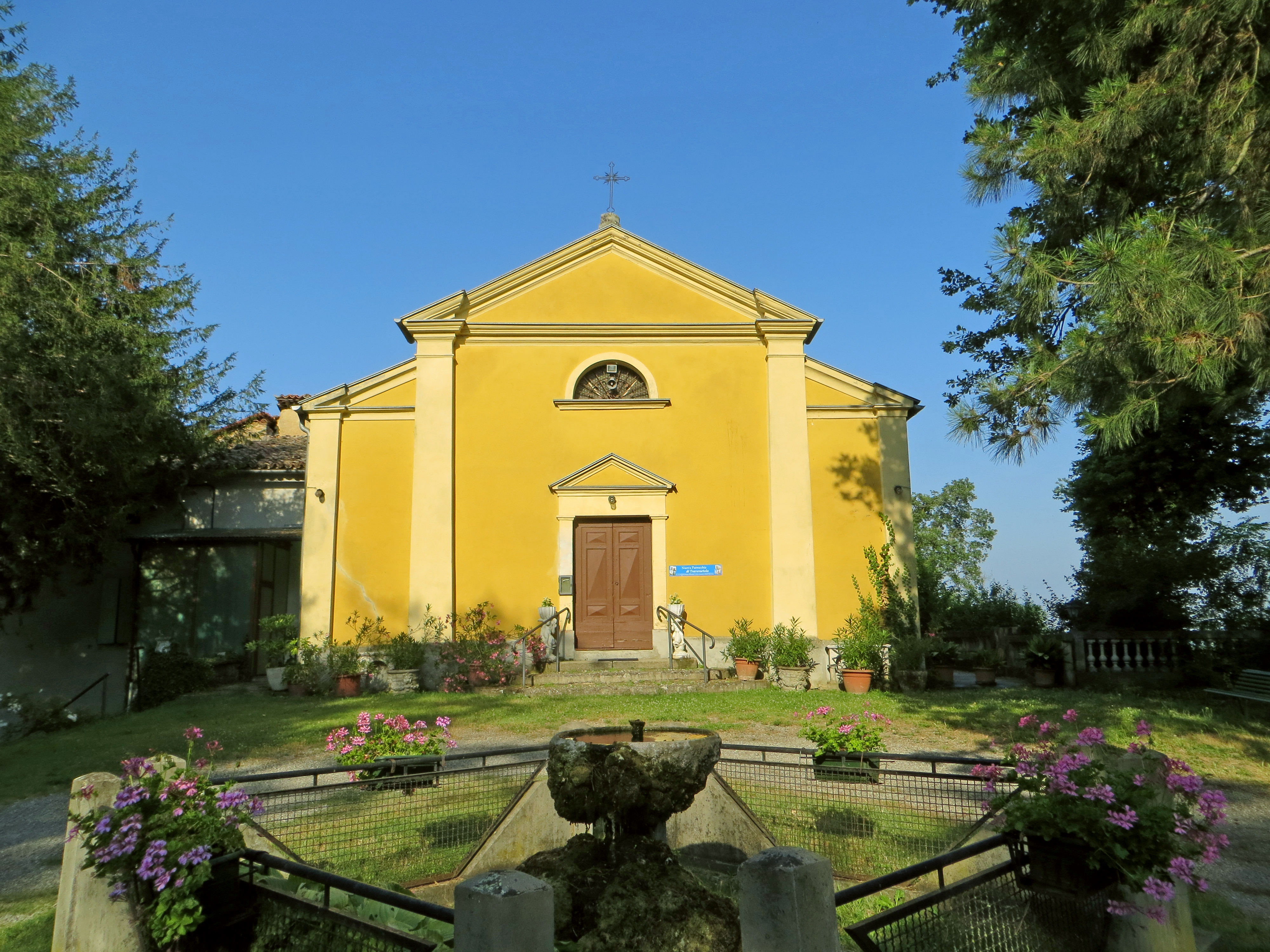
Facciata

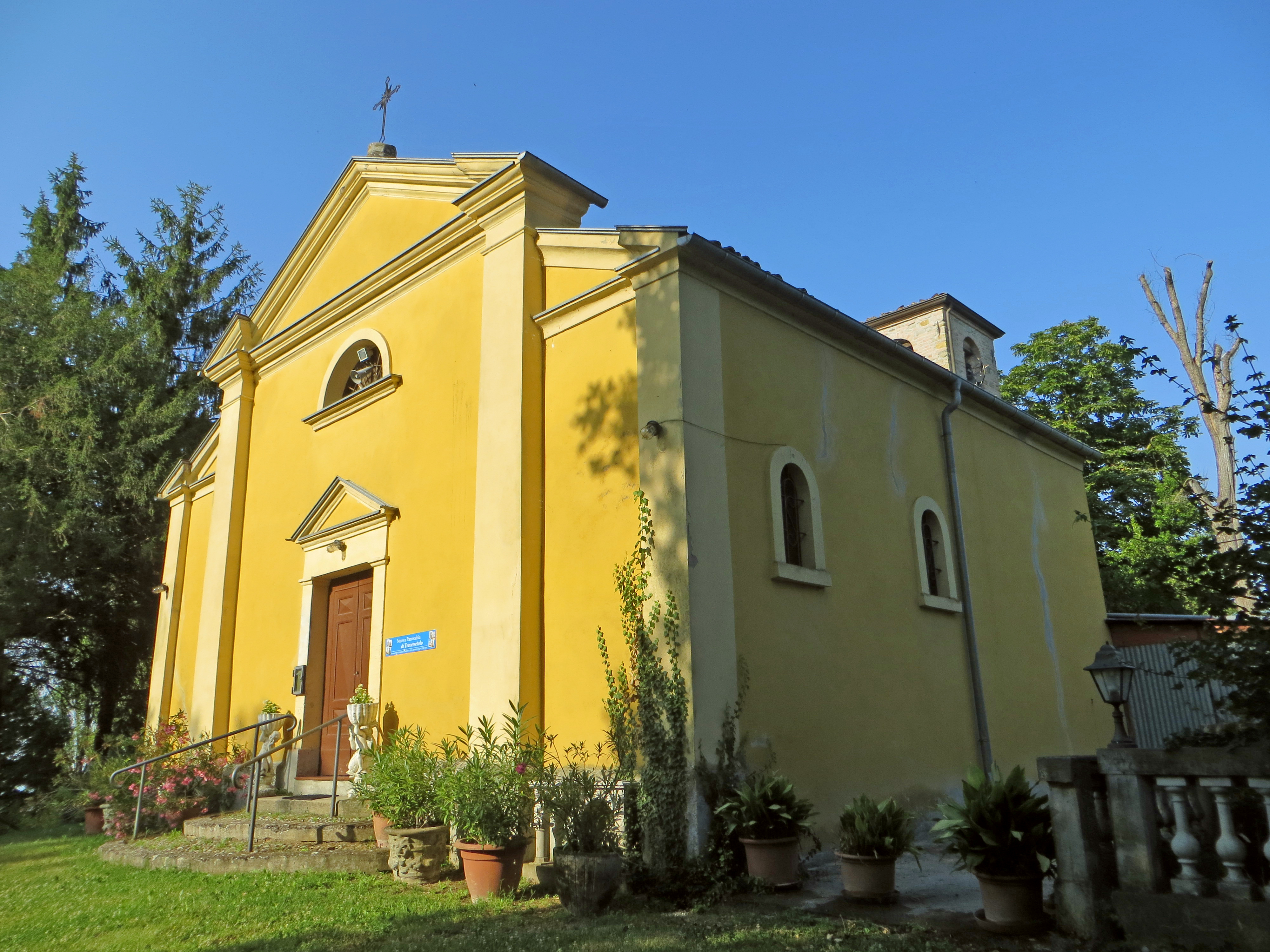
Facciata e lato sud

La chiesa si sviluppa su un impianto a navata unica affiancata da due locali annessi e due cappelle laterali sul fondo, con ingresso a ovest e presbiterio absidato a est.
La simmetrica facciata a salienti, interamente intonacata, è scandita verticalmente in tre parti da quattro lesene coronate da sottili capitelli dorici. Nel mezzo è collocato l'ampio portale d'ingresso centrale, affiancato da due lesene doriche a sostegno del frontone triangolare di coronamento; più in alto si apre una finestra centrale a lunetta, delimitata da cornice; in sommità si staglia un largo timpano con cornice modanata. Ai lati sulle lesene esterne è impostato a coronamento un frontone triangolare, spezzato dal corpo centrale più alto.
Dal retro aggetta l'abside semicircolare originaria in stile romanico, rivestita in conci regolari di pietra; ai lati si trovano due monofore cieche strombate ad arco a tutto sesto, mentre a coronamento corre una fascia ad archetti pensili. In corrispondenza del presbiterio si innalza il massiccio campanile in laterizio, con cella campanaria affacciata sui quattro lati attraverso ampie aperture ad arco a tutto sesto.
All'interno la navata, coperta da una volta a botte intonacata, è affiancata da una serie di lesene coronate da capitelli dorici, a sostegno del cornicione perimetrale in aggetto; sul fondo si aprono ai lati attraverso ampie arcate a sesto ribassato le due cappelle, dedicate alla beata Vergine del Rosario e a san Rocco.
Il presbiterio, chiuso superiormente da una volta a botte in continuità con la navata, ospita l'altare maggiore a mensa in legno dorato e intagliato, aggiunto intorno al 1970; sul fondo l'abside, preceduta dall'arco trionfale, accoglie l'antico altare maggiore settecentesco, su cui poggia un crocifisso ligneo risalente agli inizi del XVII secolo.
La chiesa conserva alcune opere di pregio, tra cui i due altari tardo-seicenteschi delle cappelle, con paliotti in scagliola e ancone in stucco, un confessionale intagliato settecentesco e una credenza ottocentesca.